# Mali Budikovac
Mali Budikovac je nenaseljeni otočić u Viškom otočju. Smješten je jugoistočno od Visa, između otočića Ravnik i Veliki Budikovac. Zajedno s Velim Budikovcem i hridi Sanak tvori malu lagunu (vidi sliku).
Njegova površina iznosi 0,026 km². Dužina obalne crte iznosi 0,62 km, a otok se iz mora izdiže 10 metara.